# Бартез де Марморьер, Антуан
Антуа́н Барте́з де Марморье́р (фр. Antoine Barthez de Marmorières или Antoine Barthès de Marmorières; 29 апреля 1736, Санкт-Галлен, Швейцария — 3 августа 1811, Конде-Сент-Либьер) — французский писатель.

## Биография
Сын французского инженера, специалиста по сельскому хозяйству и энциклопедиста Гийома Бартеза де Марморьера. Родился в Швейцарии во время поездки туда своего отца. Перед Великой французской революции был полковником швейцарского полка и секретарём графа Артуа — будущего короля Людовика XVIII. Состоял в переписке с Жан-Жаком Руссо, который упоминает его в своей книге «Исповедь».

## Сочинения
- Elnuthan, ou les Âges de l’homme (с фр. — «Елнафан, или Возрасты мужчины»; в трёх томах, 1802 — роман, предположительно переведённый с халдейского)
- La Mort de Louis XVI, tragédie en trois actes, avec le Martyre de Marie-Antoinette (с фр. — «Смерть Людовика XVI, трагедия в трёх актах с мученической смертью Марии-Антуанетты»; Невшатель, Швейцария, 1793)
- Observations sur une brochure du colonel Weiss, par un officier suisse (с фр. — «Наблюдения по поводу брошюры полковника Вайса, швейцарского офицера», 1793)
- Moïse en Égypte et chez les Madianites, par un solitaire du canton d’Appenzell (с фр. — «Моисей в Египте и у мидийцев, сочинение отшельника из Аппенцелля», Париж, 1802)